# El topo (reality show)
El Topo es la adaptación española del concurso-reality de origen belga The Mole, que se ha emitido con éxito en casi una treintena de países. En algunos, como Países Bajos, se han ofrecido diez ediciones ininterrumpidas del concurso. La última emisión de El topo se ha realizado en Italia, donde ha registrado excelentes datos de audiencia.
En España, la primera versión de este formato se emitió en Cuatro, en 2006 con el nombre de El traidor. Telecinco que adquirió el formato en 2008, emitió una nueva versión en el verano de 2009.
En 2023, Telecinco recupera el formato para emitir en ese mismo año una nueva edición, con previsiones de mejorar los datos tanto de la cadena como de la edición anterior.

## Formato
El premio final depende de las pruebas que los participantes van ganando a lo largo del concurso y que se van dando a conocer a lo largo de las distintas emisiones. Una de las peculiaridades que tiene el programa es que todos los concursantes deben hacer causa común para superar las pruebas, dado que la cuantía del premio final depende de la cantidad de éxitos que vayan acumulando a lo largo del concurso. Pero, entre los concursantes participantes, uno de ellos es un infiltrado de la organización, el Topo, que debe sabotear las pruebas para que el grupo las pierda evitando, además, ser descubierto. Uno a uno, los participantes que muestren mayor desconocimiento sobre la identidad del topo son expulsados del programa.
La primera edición en España fue El Talp emitido en la televisión autonómica de Cataluña en 2003.

## El traidor (2006)
- 12 de julio de 2006 – 8 de septiembre de 2006 (56 días)

En esta ocasión, la versión emitida en Cuatro con el nombre de El Traidor, fue presentado por Luis Larrodera en plato y por Sergio Muñiz en las pruebas.

### Audiencias
| Fecha      | Día       | Hecho(s) relevante(s) | Espectadores | Share |
| ---------- | --------- | --------------------- | ------------ | ----- |
| 12/07/2006 | Miércoles | Presentación          | 741 000      | 5,9%  |
| 19/07/2006 | Miércoles | Gala 2                | 723 000      | 5,6%  |
| 26/07/2006 | Miércoles | Gala 3                | 758 000      | 6,3%  |
| 02/08/2006 | Miércoles | Gala 4                | 667 000      | 5,8%  |
| 09/08/2006 | Miércoles | Gala 5                | 557 000      | 5,3%  |
| 16/08/2006 | Miércoles | Gala 6                | 708 000      | 5,9%  |
| 25/08/2006 | Viernes   | Gala 7 / Semifinal    | 558 000      | 5,6%  |
| 08/09/2006 | Viernes   | Gala 8 / Final        | 792 000      | 7,8%  |

## El topo (2009)
- 25 de junio de 2009 – 17 de septiembre de 2009 (84 días)

Telecinco, tras adquirir el formato, emitió una nueva edición que dio comienzo el 25 de junio y fue presentado por Daniel Domenjó en plato y por Emilio Pineda en las pruebas. En él, participaron 15 concursantes y el escenario de las pruebas semanales fue Australia.
Los 15 participantes tuvieron que superar todo tipo de retos y pruebas. En caso de que todo el grupo supere una prueba, la cantidad fijada para ella pasaba a un bote que se llevaría el ganador final. En caso de no superarla, esa cantidad la perdía todo el grupo. Asimismo, los espectadores pudieron votar por quién creen que es el infiltrado. Cada semana, el participante más votado como el topo por el público y el más votado por los propios concursantes se enfrentaron a un test informatizado con preguntas sobre la identidad del traidor. El que menos datos responda correctamente abandonará el programa.
Finalmente, Four Luck Banana y Telecinco decidieron cancelar la producción de este reality por los discretos resultados de audiencia de las galas.

### Participantes
| Concursantes         | Residencia             | Ocupación               | Edad    | Información      |
| -------------------- | ---------------------- | ----------------------- | ------- | ---------------- |
| Natalia Mostazo      | Pamplona               | Auxiliar administrativo | 33 años | Topo             |
| África Cervantes     | Málaga                 | Empresaria              | 29 años | Abandono forzado |
| Ana Belén Ibáñez     | Barcelona              | Agente de modelos       | 30 años | Abandono forzado |
| César Arévalo        | Sevilla                | Empresario              | 30 años | Abandono forzado |
| Estela Freire        | Lugo                   | Periodista              | 31 años | Abandono forzado |
| Gustavo Fernández    | Santiago de Compostela | Relaciones públicas     | 25 años | Abandono forzado |
| Isabel Gilsanz       | Madrid                 | Camarera                | 24 años | Abandono forzado |
| Juan Francisco Rubio | Sevilla                | Técnico de formación    | 28 años | Abandono forzado |
| Maribel Toro         | Barcelona              | Ama de casa             | 41 años | Abandono forzado |
| Sergi Bassas         | Gerona                 | Ejecutivo de cuentas    | 26 años | Abandono forzado |
| Tamara Marqués       | Palma                  | Administrativa          | 25 años | Abandono forzado |
| Victoria Candelario  | Tenerife               | Directora de ONG        | 23 años | Abandono forzado |
| Diego Morán          | León                   | Peón forestal           | 32 años | 3.er expulsado   |
| Pedro Jesús Tójar    | Málaga                 | Regidor teatral         | 32 años | 2.º expulsado    |
| Sebastián Actriz     | Barcelona              | Barman                  | 35 años | 1.er expulsado   |

### Tabla semanal
|                | Gala 1   | Gala 2    | Gala 3    | Final     |
| -------------- | -------- | --------- | --------- | --------- |
| Natalia        | Salvada  | Salvada   | Salvada   | Topo      |
| África         | Nominada | Nominada  | Nominada  | Abandono  |
| Ana            | Nominada | Salvada   | Salvada   | Abandono  |
| César          | Inmune   | Nominado  | Salvado   | Abandono  |
| Estela         | Salvada  | Salvada   | Nominada  | Abandono  |
| Gustavo        | Salvado  | Inmune    | Salvado   | Abandono  |
| Isabel         | Salvada  | Salvada   | Inmune    | Abandono  |
| Juan Francisco | Salvado  | Salvado   | Salvado   | Abandono  |
| Maribel        | Salvada  | Salvada   | Salvada   | Abandono  |
| Sergi          | Inmune   | Salvado   | Salvado   | Abandono  |
| Tamara         | Salvada  | Salvada   | Salvada   | Abandono  |
| Victoria       | Salvada  | Salvada   | Salvada   | Abandono  |
| Diego          | Salvado  | Salvado   | Nominado  | Expulsado |
| Pedro          | Salvado  | Nominado  | Expulsado |           |
| Sebastián      | Nominado | Expulsado |           |           |

     El concursante es el acusado por el público
     El concursante es el acusado por el grupo
     El concursante es el acusado en la prueba individual
     El concursante se salva
     El concursante fue indultado en la prueba individual y se salva de ser acusado
     Concursante expulsado
     El concursante no está en el concurso

### Audiencias
| Fecha      | Día    | Hecho(s) relevante(s)                 | Espectadores | Share |
| ---------- | ------ | ------------------------------------- | ------------ | ----- |
| 25/06/2009 | Jueves | Presentación y Expulsión de Sebastián | 1 168 000    | 9,3%  |
| 02/07/2009 | Jueves | Expulsión Pedro                       | 1 159 000    | 8,9%  |

## Audiencia media
| Temporada | Temporada | Episodios | Estreno             | Final                   | Audiencia media | Audiencia media |
| Temporada | Temporada | Episodios | Estreno             | Final                   | Espectadores    | Cuota           |
| --------- | --------- | --------- | ------------------- | ----------------------- | --------------- | --------------- |
|           | 1         | 8         | 12 de julio de 2006 | 8 de septiembre de 2006 | 688 000         | 6,0%            |
|           | 2         | 2         | 25 de junio de 2009 | 2 de julio de 2009      | 1 163 000       | 9,1%            |
| Total     | Total     | 10        | 2006                | 2009                    | 925 000         | 7,5%            |